# Ламия (болгарская мифология)
Ламия (болг. Ламя, Ламята мн.ч. Лами; иногда Ламджа) — гигантское злое драконообразное существо женского пола в мифах и легендах болгар. Ламии обитают на дне озёр, рек, морей. В своих пещерах часто хранят драгоценные камни и золотые клады. Несмотря на грозный вид Ламии, болгарские герои легко расправляются с ней, отрубив голову. Однако если отрезанную голову насадить на бычий рог, то через сорок дней голова и рог вновь срастаются в змею.

## Описание
Чаще всего Ламию изображают женственным змееподобным существом гигантских размеров, с чешуйчатыми крыльями, жёлтой чешуей, острыми когтями и зубами. Чаще всего имеет одну собачью голову на змеиной шее, но изредка её изображают трёхглавой или девятиглавой. В народном творчестве Ламий изображали также в виде темного тумана или сильного, разрушительного ветра.
Ламия имеет огромный рот, что позволяет ей проглотить человека живьём, когда она голодна. Она постоянно голодна и жаждет крови. Иногда Ламия перекрывает русла рек, вызывая засухи, и требует людских жертвоприношений для их окончания.
Ламия противостоит другим драконам. Их битва в воздухе сопровождаются громом, молниями, градом и проливными дождями.
Широкое распространение получила легенда о Святом Георгии, убивающем Ламию. После того как святой Георгий убил её своим копьем, Ламия исчезла и за это святого стали почитать (болгарский аналог классической истории о Победоносце). Вера в Ламию исчезла довольно рано, о чём свидетельствуют записи конца XIX века, однако в религиозной традиции её продолжают отождествлять с поверженным Георгием драконом.